# ناتاليا كوالسكا (سائقة سيارة سباق)
ناتاليا كوالسكا (بالبولندية: Natalia Kowalska)‏ هي سائقة سيارة سباق بولندية، ولدت في 31 ديسمبر 1989 في كشالين في بولندا.